# Dayus upoluanus
Dayus upoluanus är en insektsart som först beskrevs av Henry Fairfield Osborn 1934.  Dayus upoluanus ingår i släktet Dayus och familjen dvärgstritar. Inga underarter finns listade i Catalogue of Life.